# 宗白华
宗白华（1897年—1986年），原名宗之櫆，字伯华。美学家、哲学家、诗人。被称为“中国现代美学的先行者和开拓者”。20世纪唯一一个建立了自己美学体系的中国美学家，与朱光潜先生并称为20世纪中国美学界的“双峰”。

## 生平
1897年生于安徽安庆小南门方宅母亲家中，祖籍江苏常熟虞山。母亲方淑兰，为桐城派散文家方苞之后；父亲宗嘉禄，清末举人，曾任江南商业学堂堂长、中央大学教授等职；抗金名将宗泽为先祖。
1905年，宗白华随父母亲迁居南京，入思益小学，和茅以升等人同学；1909年入南京第一模范高等小学；1912年金陵中学；1916年随母亲移居上海，入同济医工学堂（1927年改为同济大学）医预科，1918年毕业。
1918年，宗白华参加了少年中国学会的筹备工作。1919年8月，宗白华受聘参加上海《时事新报》的文艺副刊《学灯》等编辑工作。11月，宗白华正式担任《学灯》的主编，8月15日开辟新文艺栏目。9月11日发表了郭沫若（笔名沫若）的两首新诗《鹭鸶》和《抱和儿浴博多湾中》。在任《学灯》主编期间，宗白华为郭沫若提供了发表作品的阵地，发表了郭沫若的大量作品（后备编入诗集《女神》）。宗白华与郭沫若，以及田汉三人书信往来，三人的通讯后被亚东书局编为《三叶集》出版。在此期间，宗白华还担任《少年中国》的校勘工作。
1920年四月底，宗白华辞去了在《学灯》和《少年中国》的工作，赴德国留学。他先在法兰克福大学哲学系学习，第三学期转至柏林大学学习美学、历史哲学。1925年回国，担任国立东南大学（1928年改为国立中央大学，1949年改为国立南京大学哲学系教授，曾任系主任，讲授美学、艺术学等。1952年院系调整，离开南京大学，担任北京大学哲学系教授、系主任。 
1986年12月20日在北京逝世。

## 作品
- 宗白华，田汉，郭沫若著,《三叶集》，上海亚东图书馆，1920年5月
- 宗白华著，《流云小诗》 ，正风出版社，1947年
- 宗白华等著，《歌德研究》，中华书局，1932年
- 宗白华，周辅成著，《歌德之认识》，南京钟山书局，1932
- 《美学散步》
- 《中国书法里的美学思想》

## 脚注
1. ↑  邹士方，《慧眼识才--宗白华对郭沫若的发现和扶植》，《纵横》1984年第一期，文史资料出版社